# 라쿠텐 몽키스

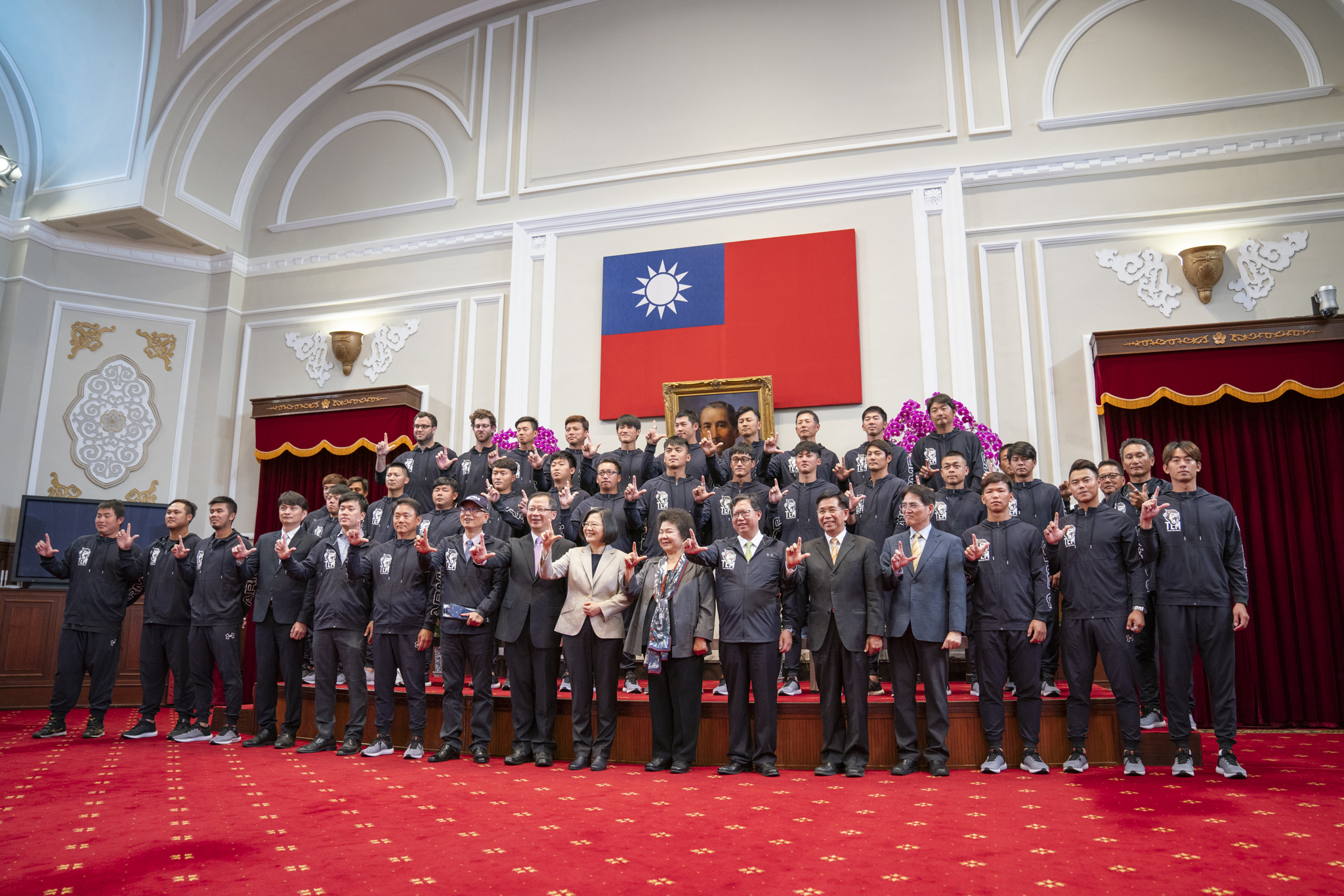

라쿠텐 몽키스(중국어 정체자: 桃猿, 영어: Rakuten Monkeys)는 중화민국의 중화 직업봉구 대연맹에 소속되어 있는 야구 팀이다. 팀의 모체는 타이완 대연맹의 타이베이 타이양(臺北太陽)이다. 2003년 1월 중화 직업봉구 연맹에 가입했다. 2003년 팀 성적 최하위(20승 71패 9무)를 기록해 이 해에 참가자격을 La New에 양도. 팀 이름도 La New 베어스로 바꾸었다. 2006년 타이완 시리즈에서 우승했다. 연고지는 가오슝시이나 2011년부터 타오위안 현을 연고로 한다. 창단 이후부터 2010년까지는 La New 베어스라는 이름으로 리그에 참가하였으나, 타오위안 현으로 연고지를 옮긴 2011년 1월 팀 명칭을 Lamigo 몽키스로 변경하였다. 2012년 10월 18일 통이 라이온스를 꺾고 타이완 시리즈 우승을 달성했으며 이후 2020년 일본의 대기업인 라쿠텐이 Lamigo를 전격 인수하면서 팀명도 라쿠텐 몽키스로 변경되었다.

## 유명 선수
- 크리스 세든
- 미치 탤벗
- 브라이언 코리
- 셰인 유먼